# بييرا إلونج
بييرا إلونج دوالا (مواليد 14 يونيو 1987 في دوالا، الكاميرون)، هو لاعب كرة قدم كاميروني الميلاد لكن يلعب لصالح منتخب غينيا الاستوائية في مركز وسط الملعب.

## المسيرة الدولية
تم اختياره ضمن تشكيلة منتخب غينيا الاستوائية المشاركة في كأس الأمم الأفريقية 2012 وكأس الأمم الأفريقية 2015.

### الأهداف الدولية
| الهدف | التاريخ        | الملعب                                       | المنافس   | النتيجة | النتيجة النهائية | البطولة                           |
| ----- | -------------- | -------------------------------------------- | --------- | ------- | ---------------- | --------------------------------- |
| 1.    | 11 أكتوبر 2011 | ملعب مالابو الجديد، مالابو، غينيا الاستوائية | الكاميرون | 1–0     | 1–1              | مباراة ودية                       |
| 2.    | 15 نوفمبر 2011 | ملعب بلدية ماهاماسينا، أنتاناناريفو، مدغشقر  | مدغشقر    | 0–1     | 2–1              | تصفيات كأس العالم لكرة القدم 2014 |

## روابط خارجية
- بييرا إلونج على موقع قاعدة بيانات كرة القدم.إي يو (الإنجليزية)
- بييرا إلونج على موقع ناشيونال فوتبول تيمز (الإنجليزية)
- بييرا إلونج على موقع Soccerway.com (الإنجليزية)